# Каракулов, Булат Ишанбаевич
Булат Ишанбаевич Каракулов (27 марта 1942, Алма-Ата — 16 декабря 2014, там же) — советский, казахский музыковед

; доктор искусствоведения, профессор.

## Биография
В 1967 г. окончил дирижёрский факультет Московской консерватории (класс профессора Владислава Соколова), после чего преподавал на кафедре хорового дирижирования Алматинской государственной консерватории им. Курмангазы (1967—1969).
Окончил аспирантуру Института литературы и искусства им. М. О. Ауэзова АН Казахской ССР; с 1970-х годов работал в том же институте.
С 1982 г. преподавал на кафедре казахской музыки и фольклора Казахской национальной консерватории им. Курмангазы.

## Научная деятельность
Основные направления исследований:
- музыкальная фольклористика, музыкальная тюркология, музыкальная симметрология;
- казахский музыкальный фольклор;
- традиционная музыкальная культура Центральной Азии;
- теория групп и музыкальные структуры.

Подготовил 7 кандидатов наук.
Член аттестационной комиссии по искусствоведению при ВАК РК (1994—1996). Заместитель председателя и председатель Ученого совета по защите кандидатских диссертаций при институте литературы и искусства АНРК (1996—2000). Председатель ГЭК по специальности музыковедения и композиции Казахской национальной академии музыки (2005—2006).
Автор более 40 печатных научных работ.

### Избранные труды
- Асыл мура (Наследие) : Музыкально-этнографический сборник народных, домбровых кюев Уральской области. — Алма-Ата: Онер, 1981.
- Ахмет Жубанов — основоположник профессиональной музыкальной культуры Казахстана // Вестник М-ва науки — АН Республики Казахстан. — 1996. — № 6.
- Вопросы изучения народной музыки казахов  (казах.) // Жулдыз. — Алма-Ата, 1972. — № 11.
- Группа зеркальной симметрии 16-го порядка в мелодии  (англ.) // Биологические основы музыки : Междунар. конф. — Нью-Йорк: Ун-т Рокфеллера, 2000.
- Группы ритмической симметрии  (англ.) // Матер. Всемирного фестиваля симметрия (2003). — Будапешт, 2004.
- К вопросу о локализации ладовых структур в казахской народной монодии // Вестник АН Казахской ССР. — 1972. — № 8.
- Казахский музыкальный фольклор : Музыкально-этнографический сборник. — Наука (Каз. ССР), 1982. (в соавт. с Б. Ерзаковичем, З. Коспаковым)
- Казахский музыкальный фольклор и этногенез // Вестник АН Казахской ССР. — 1974. — № 3.
- Классификация комплементарного ритма одноголосной песни // Матер. Междунар. науч.-практ. конф., посв. 10-летию Казахской национальной академии музыки. — Астана, 2008.
- Классическая симметрия в мелодии // Матер. науч.-практ. конф., посв. 100-летию со дня рождения В. П. Дерновой. — Алматы, 2006.
- Локальные особенности ладовой организации казахского песенного мелоса : Автореф. дис. … канд. искусствоведения. — Алма-Ата, 1972.
- Музыкальная письменность и современная музыкальная культура // Рух-Мирас. — 2004.- № 1. — С. 92-97.
- Музыкальный квадрат казахской тирады // Традиции музыкальных культур народов Ближнего, Среднего Востока и современность. — М.: Советский композитор, 1987.
- Музыкальный фольклор народов Казахстана и современность // Перестройка и художественная культура. — Алма-Ата: Онер, 1990.
- Нужна ли реформа казахской музыкальной письменности? // Казахская музыка в контексте культур. — Алматы: Гылым, 2002.
- О музыкальной форме казахской тирады // Вестник АН РК. — 1997. — № 4.
- О перспективах развития музыкальной тюркологии в Казахстане // Известия НАН Республики Казахстан. — 1995. — № 3.
- О своеобразии традиционной музыки казахов // Кочевники : Эстетика. — Алма-Ата: Наука, 1993.
- О современном состоянии музыкальной тюркологии и перспективе её развития // Роль тюркского мира и диалог цивилизаций : Матер. междунар. науч. симпоз. — Алматы, 2009.
- О центрально-азиатской музыкальной компаративистике // Матер. междунар. науч.-практ. конф. — Алматы, 2009.
- Об историческом единстве традиционной музыки народов Центральной Азии // Культура как фактор гармонизации международных отношений в Центральной Азии : Матер. междунар. конф. — Астана, 2008.
- Принцип нижней тоники в казахской монодии // Известия АН Казахской ССР. — 1972. — № 3.
- Проблемные вопросы музыкальной тюркологии // Вестник АН Казахской ССР. — 1979. — № 9.
- Сатпаев и казахская музыка // К. И. Сатпаев и общественные науки Казахстана. — Алма-Ата: Наука, 1999.
- Симметрия звукорядов казахской домбры // Казахская музыка: традиции и современность. — Алма-Ата, 1992.
- Симметрия китайской гаммы  (англ.) // Симметрия: Культура и Наука. — Будапешт, 2001.
- Симметрия музыкальной системы. — Наука (Каз. ССР), 1989.
- Симметрия музыкальной системы (О мелодии) : Автореф. дис. … д-ра искусствоведения. — Киев. 1991.
- Симметрийная структура пентатоники // Матер. междунар. конф., посв. 100-летию П. В. Аравина. — Алматы, 2008.
- Симметрийное равенство в мелодии // Известия АН Казахской ССР : Сер. Филологическая. — 1990. — № 3.
- Симметрийное равенство ритмоструктур // Вестник АН Казахской ССР. — 1991. — № 4.
- Служение казахской музыке // Матер. междунар. конф., посв. 100-летию Б. Г. Ерзаковича. — Алматы, 2008.
- Современные проблемы музыкальной письменности тюркских народов  (англ.) // Матер. междунар. конгресса «Культура тюркских народов». — Анкара, 1996.
- Форма и ладовость в казахских обрядовых песнях // Известия АН Казахской ССР : Сер. филологическая. — 1979. — № 3.

## Награды и признание
- звание «Международный человек» 1991—1993 гг. по версии Кембриджского университета (Англия).